# Маха Вачиралонгкорн
Маха Вачиралонгкорн, он же Рама X (тайск. พระบาทสมเด็จพระวชิรเกล้าเจ้าอยู่หัว; род. 28 июля 1952, Бангкок) — король Таиланда с 13 октября 2016 года. Происходит из династии Чакри. Единственный сын предыдущего короля Пхумипона Адульядета.

## Биография
Единственный сын и второй ребёнок короля Пхумипона Адульядета и его супруги, королевы Сирикит, родился 28 июля 1952 года. У него имеются три сестры: принцесса Уболратана Раджаканья (род. 1951), принцесса Маха Чакри Сириндхорн (род. 1955) и принцесса Чулабхорн Валайлак (род. 1957).
С 1972 года полный титул — Сомдет Пра Боромма Орасатират Чао Фан Маха Ватчиралонгкон Саям Макутрачакуман (тайск. สมเด็จพระบรมโอรสาธิราช เจ้าฟ้ามหาวชิราลงกรณ สยามมกุฎราชกุมาร — Его королевское высочество кронпринц Маха Вачиралонгкорн, наследник престола).
Начальное образование получил в Бангкоке. Затем был отправлен на обучение в Великобританию и Австралию. В 1976 году окончил королевский военный колледж в Канберре (Австралия), где получил образование военного лётчика.
Служил в качестве офицера штаба в Управлении военной разведки, а в 1978 году был назначен командиром батальона, потом полка личной гвардии короля.

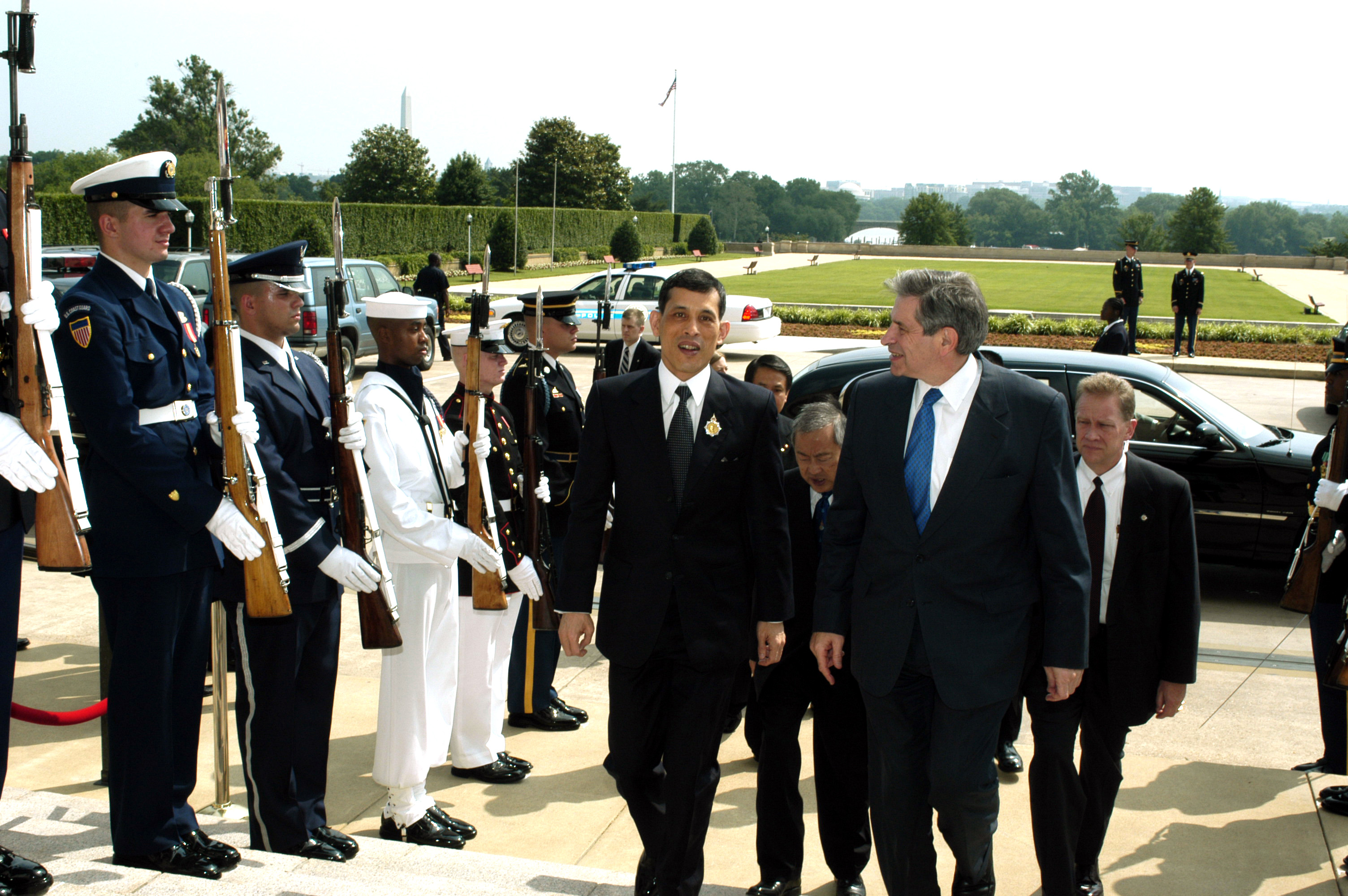
Заместитель министра обороны США Пол Вулфовиц (справа) и наследный принц Маха Вачиралонгкорн проходят мимо почетного караула, 12 июня 2003 года

В 1970-х годах в составе лётного полка воевал на севере Таиланда против коммунистических повстанцев и участвовал в военных операциях против вьетнамских партизан у границ с Камбоджей.
Получил звание квалифицированного военного лётчика и пилота вертолёта.
Провозглашён королём Таиланда 1 декабря 2016 года, формальной датой вступления на престол считается 13 октября, так как, по пояснению премьер-министра Прают Чан-Оча, королевство не должно оставаться без короля на троне.

### Семья

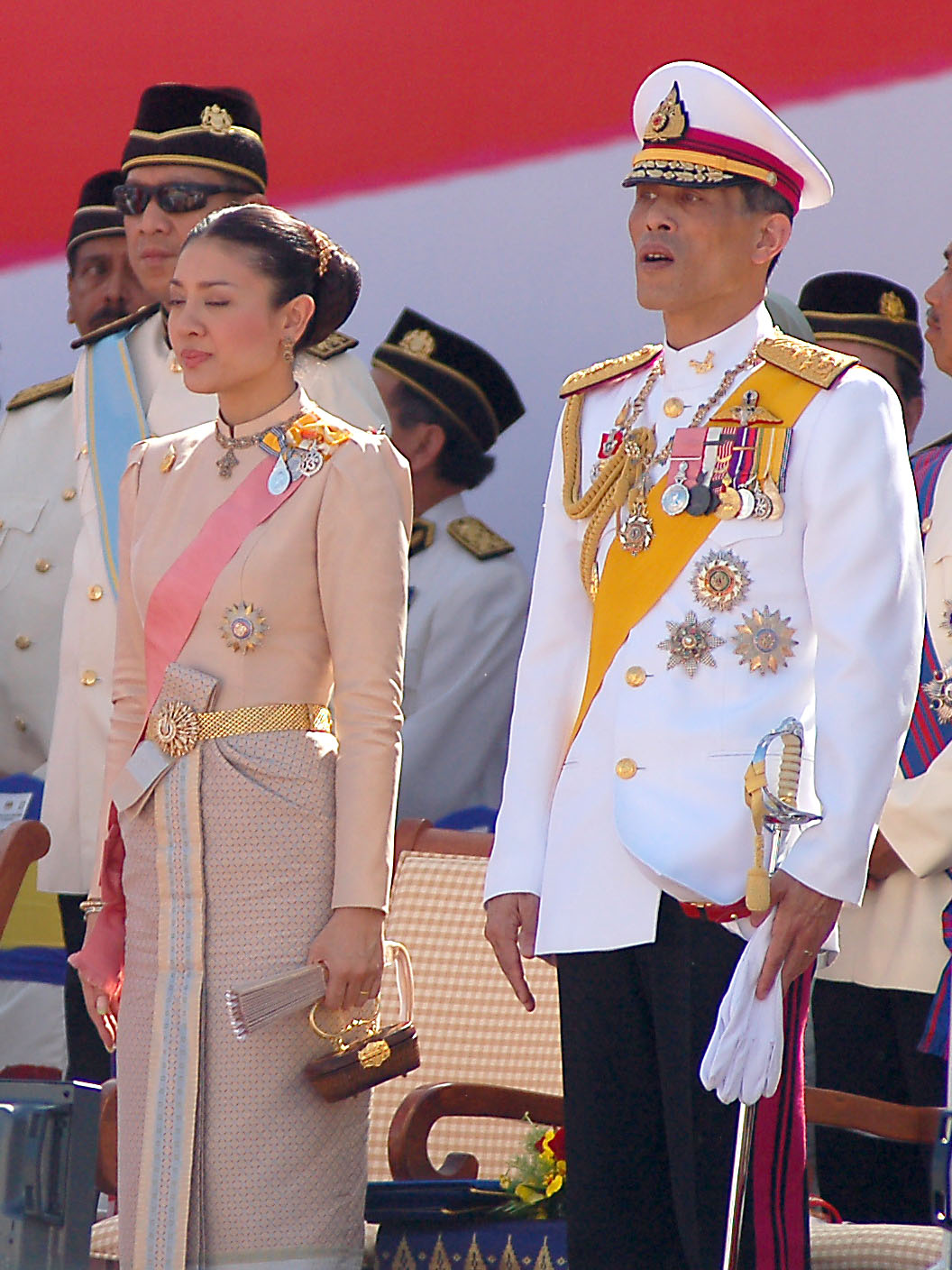
Принц Маха Вачиралонгкорн и принцесса Мом Срирасми Махидон, 2007 год

В 1977 году принц женился на принцессе Мом Луанг Соамсавали Китиякара (род. 1957, племянница королевы Сирикит, двоюродная сестра Вачиралонгкорна). У них родилась дочь принцесса Баджракитиябха в 1978 году.
Вскоре брак распался (де-факто в 1980 году, де-юре официально расторгнут в 1991 году), и принц некоторое время жил в фактическом браке с актрисой Ювадхидой Полпрасет (род. 1962, получившей после рождения первого сына имя Мом Суджарини Махидол), которая родила от него четверых сыновей и дочь. Она получила «младший» титул принцессы, равно как и её дети.
С 1994 года их брак стал официальным, но в 1996 году союз распался. Мом забрала детей и улетела в Великобританию (позже в США), после чего все они как эмигранты утратили королевские титулы.
В 1998 году принц завёл пуделя по кличке Фу-Фу. Псу пошили китель, присвоили  звание маршала авиации. Когда собака умерла в 2015 году, Маха объявил четырехдневный траур и организовал ей почетные похороны.
В феврале 2001 года принц Вачиралонгкорн вступил в официальный брак с Срирасми Акхарапхонгприча (род. 1971), служащей без знатного происхождения. Брак скрывался до начала 2005 года, когда в апреле родился  наследный принц Дипангкорна Расмичоти. Срирасми получила титул принцессы Мом Срирасми Махидон.
В декабре 2014 года принцесса Срирасми добровольно отказалась от королевского титула. Принц Вачиралонгкорн и Срирасми официально развелись. Родственников принцессы Таиландской Срирасми Акхарапхонгприча лишили почётных званий и титулов из-за того, что некоторые из них оказались втянуты в коррупционные скандалы.
Из всех детей Вачиралонгкорна сегодня только трое имеют королевский титул. Это старшая дочь от брака с Соамсавали принцесса Баджракитиябха, дочь от гражданского брака с Ювадхидой принцесса Сириваннавари Нариратана и сын от брака с Мом Срирасми принц Дипангкорн Расмичоти, после смерти короля Пхумипона Адульядета ставший наследником престола.
Длительное время принц проживал за пределами Таиланда.
1 мая 2019 года за несколько дней до коронации 66-летний король объявил, что женился на своей возлюбленной, 40-летней Сутхиде Вачиралонгкорн, которая была начальницей его личной охраны. Ранее она работала в авиакомпании Thai Airways, а затем исполняла обязанности командира охраны семьи принца, находясь в звании генерала армии. Рама Х также даровал ей титул тануинг (леди).

### Король Таиланда

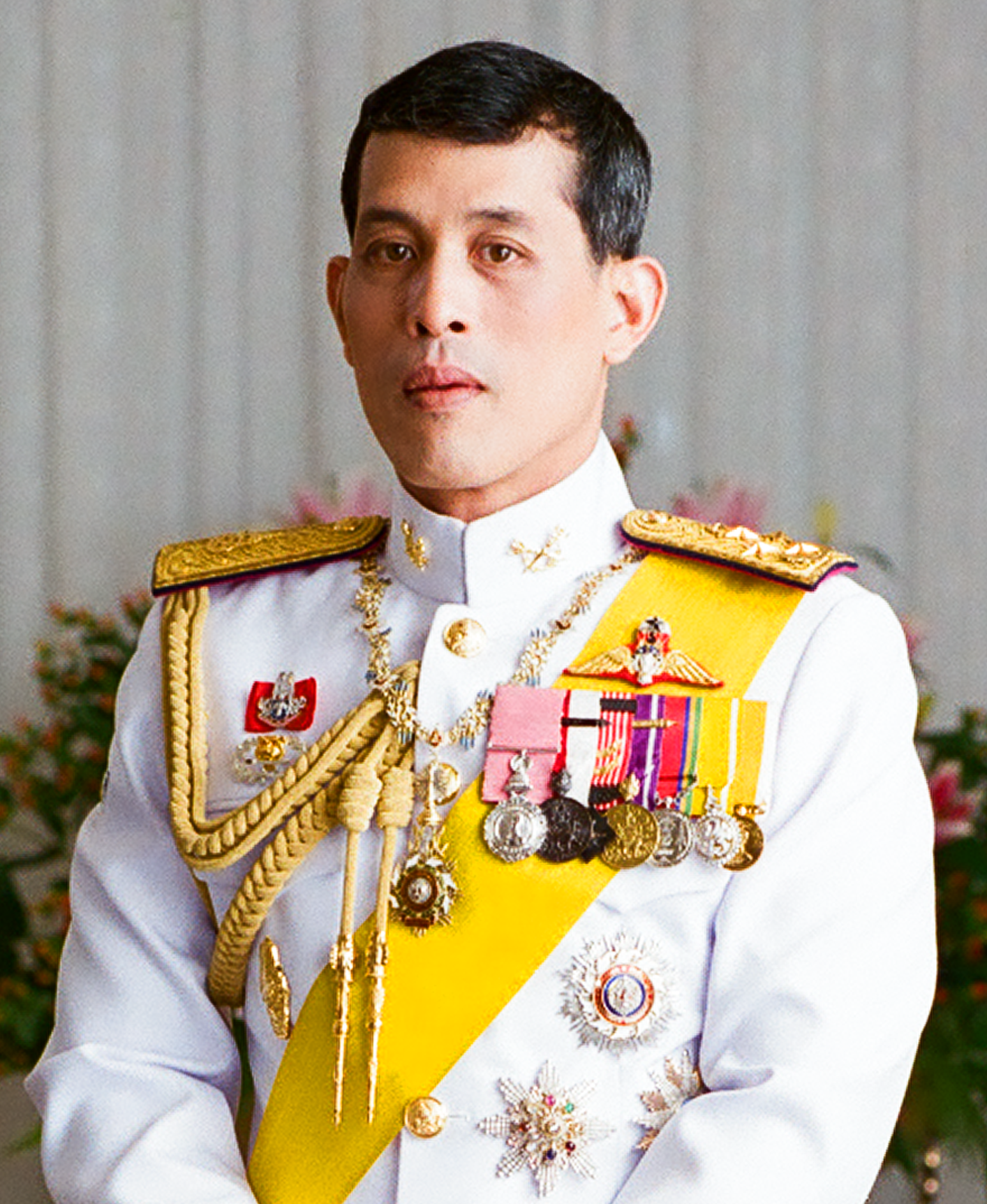
Парадный портрет Рамы X

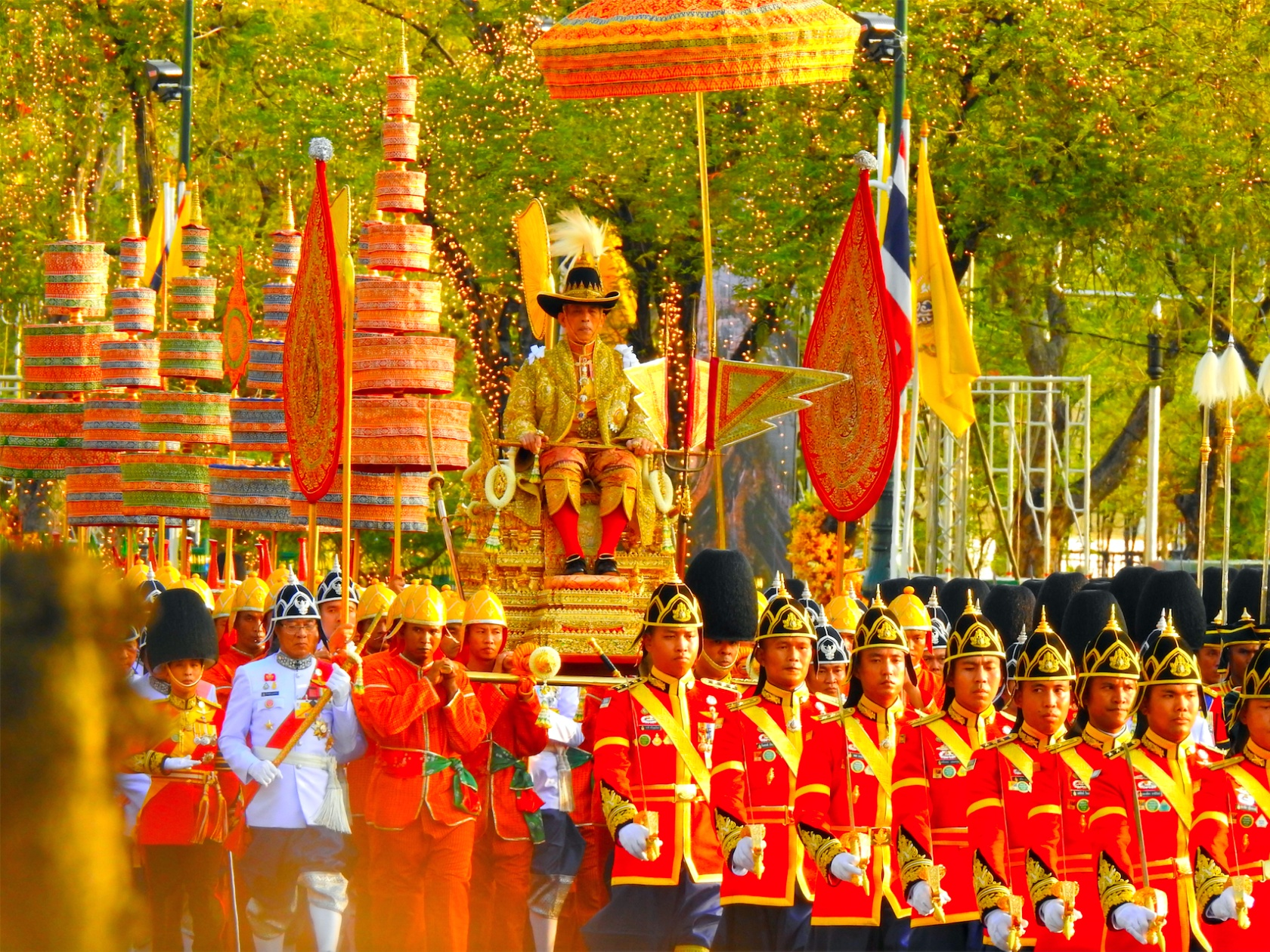
Коронация Рамы X, 2019 год

Король Пхумипон Адульядет назначил своего единственного сына наследником престола специальным декретом от 28 декабря 1972 года. Он стал первым за почти столетие королём, родившимся на территории страны, поскольку сам Пхумипон Адульядет родился в США, а его брат и предшественник Ананда Махидол (годы правления: 1935—1946) — в Германии.
Согласно Конституции 2007 года Кабинет министров страны поручил председателю Национального собрания пригласить наследного принца Вачиралонгкорна на трон.
После смерти Пхумипона Адульядета 13 октября 2016 года наследный принц Маха Вачиралонгкорн попросил отсрочку в провозглашении его королём, чтобы соблюсти траур. Прем Тинсуланон являлся регентом Таиланда в период с 13 октября по 1 декабря, когда Маха Вачиралонгкорн был провозглашен королём. В ночь на 1 декабря 2016 года, на пятидесятый день после смерти Пхумипона, регент Прем Тинсуланон пригласил глав трёх ветвей власти страны для встречи с Вачиралонгкорном с целью пригласить его взойти на трон в качестве десятого короля династии Чакри. Вачиралонгкорн принял приглашение, заявив по телевидению: «Я согласен выполнить пожелания Его Величества на благо всех тайцев». Правительство затем объявило, что его правление началось после смерти отца, но официально коронован будет новый правитель только после кремации отца. Он продолжил жить в своей резиденции Амфорн Сатан, где он уже жил до смерти своего отца.
Среди других претендентов на престол некоторыми источниками называлась дочь короля Рамы IX — принцесса Маха Чакри Сиринтон. По противоречивым сообщениям СМИ, неясно, позволяет ли Конституция страны передать трон женщине.
В феврале 2019 года старшая сестра короля принцесса Убол Ратана объявила о своей кандидатуре на пост премьер-министра Таиланда на всеобщих выборах 2019 года, баллотируясь в качестве кандидата от тайской партии Ракса Чарт. В тот же день Вачиралонгкорн издал чрезвычайный королевский указ, в котором говорилось, что её кандидатура на пост премьер-министра «неуместна».
Маха Вачиралонгкорн имеет прямой контроль над королевским домом и дворцовыми службами безопасности.

### Состояние короля
Совокупный размер королевского состояния неизвестен, но по данным Forbes, составлял порядка $30 млрд на 2012 год. Если эта сумма верна то, монархи Таиланда являются одной из самых богатых королевских семей мира. По другой оценке состояние короля составило 56 млрд евро.
В июне 2018 в парламенте Таиланда отменили существовавший в стране с 1936 года закон, согласно которому средства короны разделялись на различные категории активов и управлялись раздельно. Король стал единственным владельцем всех средств.
Управляющая организация Crown Property Bureau, ранее управлявшая королевскими активами, отчиталась о переводе акций двух компаний, Siam Cement Public Company и Siam Commercial Bank Public Company, на сумму свыше $7 млрд на личный счет короля.

### Критика

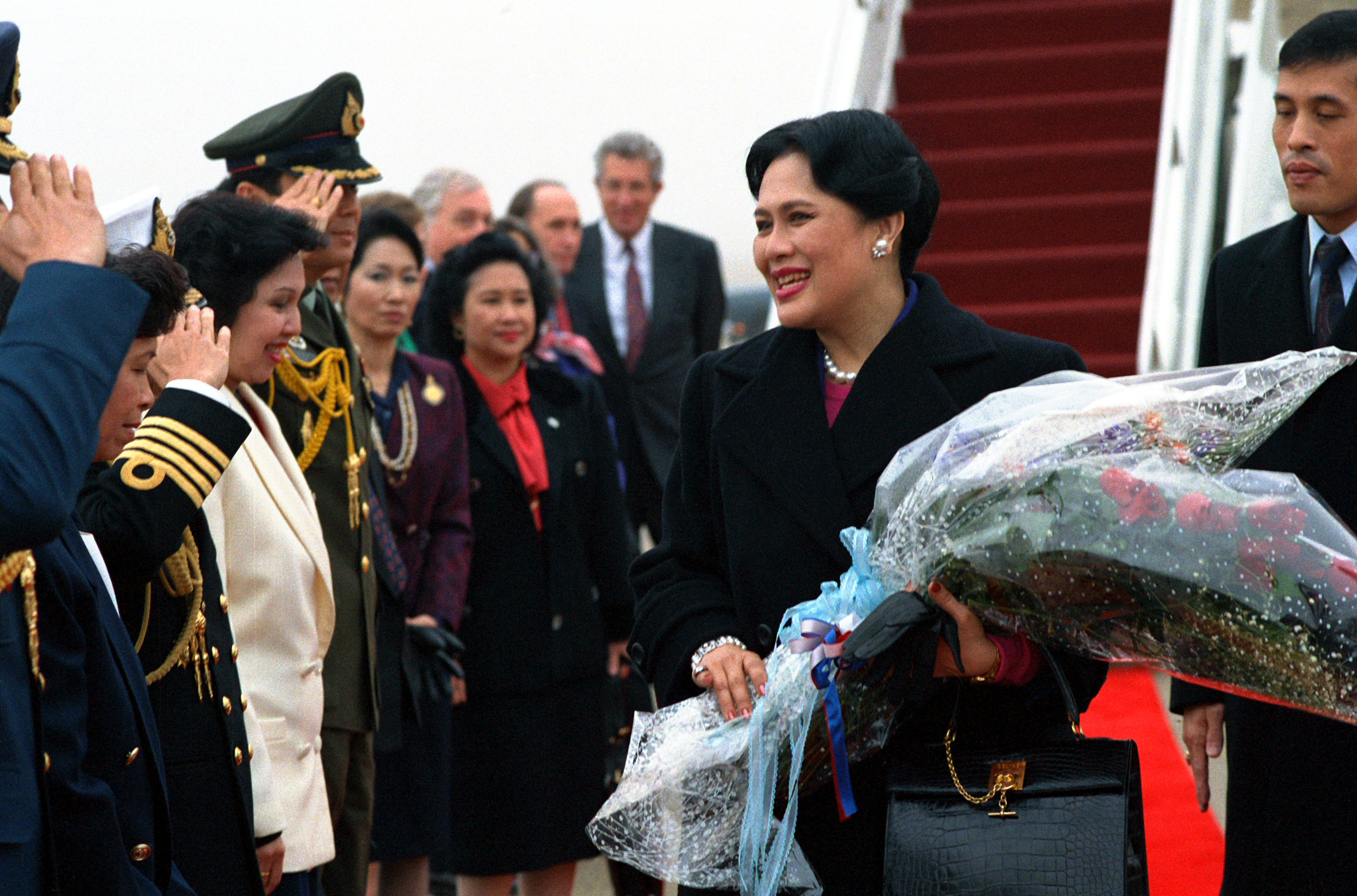
Вачиралонгкорн с матерью, королевой Сирикит

В 1976 году произошла бойня в университете Таммасат, одной из причин которой стала имитация повешения юноши, похожего на Вачиралонгкорна. Адвокат Krisadang Nutcharut в 2023 году обвинил The Bangkok Post в публикации подделанной фотографии.
В 1981 году журналист Михаэль Шмикер раскритиковал наследника за отсутствие интеллекта и харизмы при наличии донжуанства. Имел кличку «принц-гангстер». На пресс-конференции в Техасе также в 1981 году его мать сказала, что сын «хороший мальчик», но снова упомянула «донжуана» и заявила, что если жители Таиланда находят его поведение неподобающим, то он должен или измениться, или отказаться от прав на престол. Затем последовало зондирование почвы для возможного наследования престола сестрой принца Сиринтон. Самому ему за самовольное присвоение любовнице Ювахдиде титула король урезал содержание. В конце 1980-х принц дал интервью, в котором проявил раскаяние. Ювахдида стала женой будущего монарха. Но в мае 1995 он публично обвинил её в измене с маршалом авиации. Также он отослал её обнажённые фотографии во все посольства и газеты Бангкока, а одежду выбросил. В 2007 в Сети появилось видео, на котором третья жена принца ела торт в стрингах из одной тарелки с его пуделем. Затем произошёл массированный заказ еды из английского ресторана, которая была доставлена в Таиланд авиацией. Потом третий брак принца распался. Бывшая жена попала под арест, но появилась новая любовница. В последние два года жизни короля Пхумипона он пытался улучшить свой имидж.
В 2016 привлёк внимание немецких СМИ своим нарядом и татуировками.

### Госпитализация
В мае 2021 года 69-летний король был госпитализирован в отделение интенсивной терапии больницы Сирирадж в Бангкоке. У короля были обнаружены проблемы с дыханием.

## Генеалогическое древо

### Дети
| Имя                                                         | Кем приходится                                              | Дата рождения                                               | Примечания                                                            |
| От Соамсавали Китиякари (женились в 1977, развелись в 1991) | От Соамсавали Китиякари (женились в 1977, развелись в 1991) | От Соамсавали Китиякари (женились в 1977, развелись в 1991) | От Соамсавали Китиякари (женились в 1977, развелись в 1991)           |
| ----------------------------------------------------------- | ----------------------------------------------------------- | ----------------------------------------------------------- | --------------------------------------------------------------------- |
| Баджракитиябха                                              | Дочь                                                        | 7 декабря 1978 (46 лет)                                     | с декабря 2022 года находится в коме                                  |
| От Ювадхидой Полпрасет (женились в 1994, развелись в 1996)  |                                                             |                                                             |                                                                       |
| Джутавачара Вивачаравонгсе                                  | Сын                                                         | 29 августа 1979 (45 лет)                                    | урождённый Джутавачара Махидон, был женат на Рие Гоф                  |
| Вачараесорн Вивачаравонгсе                                  | Сын                                                         | 27 мая 1981 (44 года)                                       | урождённый Вачараесорн Махидон, был женат на Элизе Гарафано, разведён |
| Чакриват Вивачаравонгсе                                     | Сын                                                         | 26 февраля 1983 (42 года)                                   | урождённый Чакриват Махидон                                           |
| Вачрави Вивачаравонгсе                                      | Сын                                                         | 14 июня 1985 (40 лет)                                       | урождённый Вачрави Махидон                                            |
| Сириваннавари Нариратана                                    | Дочь                                                        | 8 января 1987 (38 лет)                                      | урождённая Бут Нампхет Махидон                                        |
| От Срирасми (женились в 2001, развелись в 2014)             |                                                             |                                                             |                                                                       |
| Дипангкорн Расмичоти                                        | Сын                                                         | 29 апреля 2005 (20 лет)                                     | предполагаемый престолонаследник                                      |

## Награды
Монарх Таиланда был удостоен множества государственных и иностранных наград.
Награды Таиланда:
| Страна  | Дата             | Награда                                | Награда                                | Литеры |
| ------- | ---------------- | -------------------------------------- | -------------------------------------- | ------ |
| Таиланд | 13 октября 2016— | Суверен ордена Раджамитраборн          | Суверен ордена Раджамитраборн          |        |
| Таиланд | 13 октября 2016— | Суверен ордена Королевского дома Чакри | Суверен ордена Королевского дома Чакри |        |
| Таиланд | 13 октября 2016— | Суверен ордена Девяти камней           | Суверен ордена Девяти камней           |        |
| Таиланд | 13 октября 2016— | Суверен ордена Чула Чом Клао           | Суверен ордена Чула Чом Клао           |        |
| Таиланд | 13 октября 2016— | Суверен ордена Заслуг Ратана Варабхорн | Суверен ордена Заслуг Ратана Варабхорн |        |
| Таиланд | 13 октября 2016— | Суверен ордена Рамы                    | Суверен ордена Рамы                    |        |
| Таиланд | 13 октября 2016— | Суверен ордена Белого слона            | Суверен ордена Белого слона            |        |
| Таиланд | 13 октября 2016— | Суверен ордена Короны Таиланда         | Суверен ордена Короны Таиланда         |        |
| Таиланд | 13 октября 2016— | Суверен ордена Дирекгунабхорна         | Суверен ордена Дирекгунабхорна         |        |
| Таиланд | 13 октября 2016— | Суверен ордена Валлабхабхорн           | Суверен ордена Валлабхабхорн           |        |
| Таиланд | 13 октября 2016— | Суверен ордена Рамкирати               | Суверен ордена Рамкирати               |        |
| Таиланд | 13 октября 2016— | Суверен ордена Ваджира Мала            | Суверен ордена Ваджира Мала            |        |

Награды иностранных государств
| Страна           | Дата вручения    | Награда                                                                                                 | Награда                                                                                                 | Литеры  |
| ---------------- | ---------------- | --- | --- | ------- |
| Германия         | 1984—            | Кавалер Большого креста специального класса ордена «За заслуги перед Федеративной Республикой Германия» | Кавалер Большого креста специального класса ордена «За заслуги перед Федеративной Республикой Германия» |         |
| Тренггану        | 2009—            | Кавалер Королевского семейного ордена Тренггану                                                         | Кавалер Королевского семейного ордена Тренггану                                                         |         |
| Португалия       | 31 декабря 1981— | Большой крест Военного ордена Святого Бенедикта Ависского                                               | Большой крест Военного ордена Святого Бенедикта Ависского                                               | GCA     |
| Непал            | 1986—            | Кавалер Ордена Оясви Раянья                                                                             | Кавалер Ордена Оясви Раянья                                                                             |         |
| Испания          | 13 ноября 1987—  | Кавалер Большого креста ордена Карлоса III                                                              | Кавалер Большого креста ордена Карлоса III                                                              |         |
| Япония           | 1991—            | Кавалер цепи Высшего ордена Хризантемы                                                                  | Кавалер цепи Высшего ордена Хризантемы                                                                  |         |
| КНДР             | 10 марта 1992—   | Кавалер Ордена Государственного знамени I степени КНДР                                                  | Кавалер Ордена Государственного знамени I степени КНДР                                                  |         |
| Республика Корея | 1992—            | Кавалер ордена «За дипломатические заслуги» 1 класса                                                    | Кавалер ордена «За дипломатические заслуги» 1 класса                                                    |         |
| Перу             | 1993—            | Кавалер большого креста ордена Солнца Перу                                                              | Кавалер большого креста ордена Солнца Перу                                                              |         |
| Бразилия         | 1993—            | Кавалер большого креста ордена Южного Креста                                                            | Кавалер большого креста ордена Южного Креста                                                            |         |
| Эквадор          | 1993—            | Кавалер цепи Национального ордена Заслуг                                                                | Кавалер цепи Национального ордена Заслуг                                                                |         |
| Эквадор/ Кито    | 1993—            | Почётное гражданство из Кито                                                                            | Почётное гражданство из Кито                                                                            |         |
| Великобритания   | 1996—            | Почетный Рыцарь большого Креста Королевского Викторианского Ордена                                      | Почетный Рыцарь большого Креста Королевского Викторианского Ордена                                      | GCVO    |
| Дания            | 7 февраля 2001—  | Рыцарь ордена Слона                                                                                     | Рыцарь ордена Слона                                                                                     | R.E.    |
| Швеция           | 2003—            | Рыцарь цепи ордена Серафимов                                                                            | Рыцарь цепи ордена Серафимов                                                                            | RSerafO |
| Нидерланды       | 19 января 2004—  | Рыцарь Большого креста ордена Короны                                                                    | Рыцарь Большого креста ордена Короны                                                                    |         |
| Нидерланды       | 30 апреля 2013—  | Коронационная медаль короля Виллема-Александра                                                          | Коронационная медаль короля Виллема-Александра                                                          |         |
| Малайзия         | 2 сентября 2013— | Гранд-командор ордена Защитника Королевства                                                             | Гранд-командор ордена Защитника Королевства                                                             | SMN     |